# 中东LGBT權益

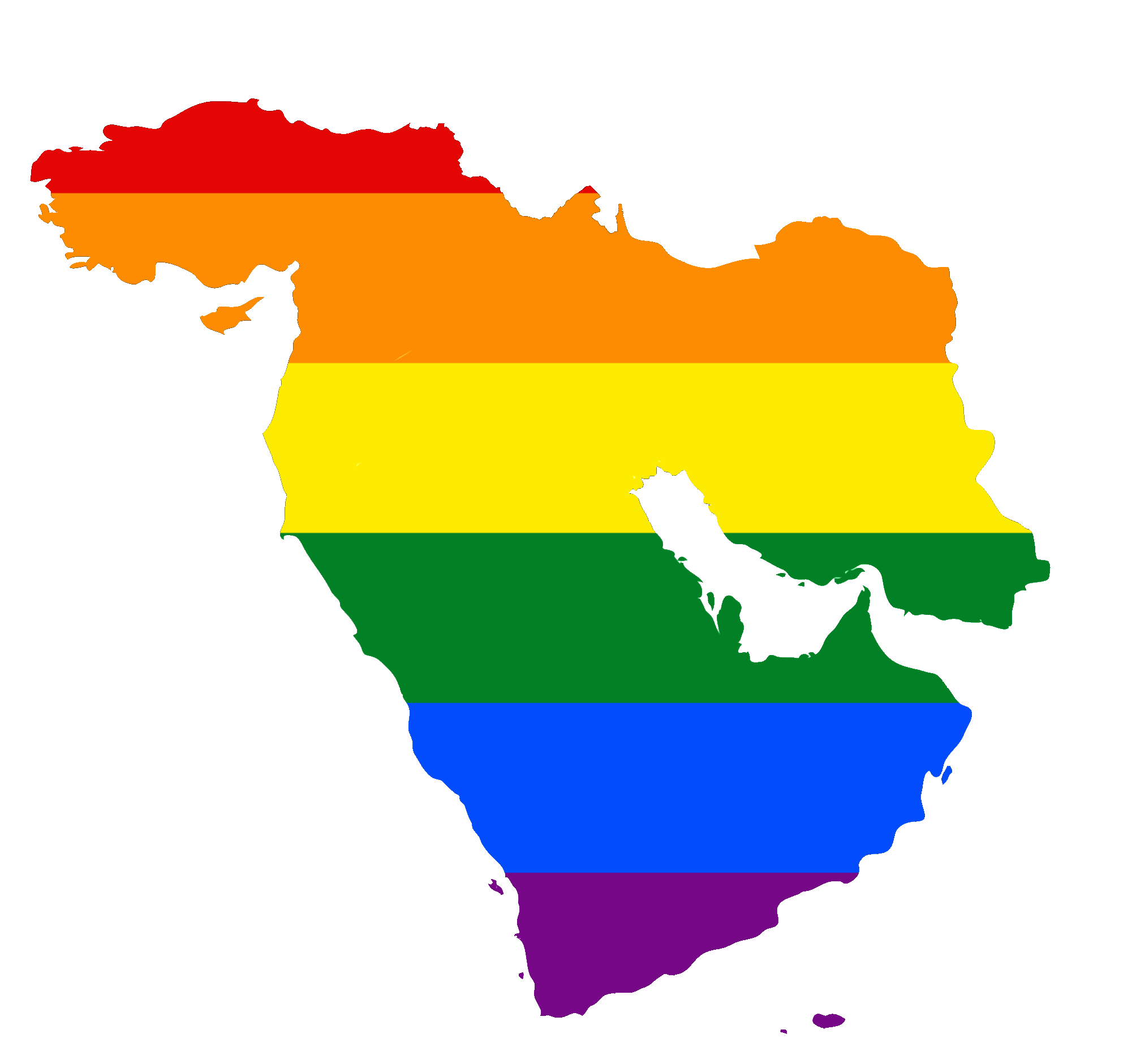
虹色中东地图

中东性少数者公民通常在中东部分地区只拥有有限或高度限制的权利，不友善的程度與非洲不相上下，情況也比亞洲其他區域顯的更為惡劣，并被很多人公开敌视。在该地区的17个国家中，有10个国家同性恋仍然是非法的，其中6个将同性恋处以死刑。LGBT公民的权利和自由受到该地区人民普遍的文化传统和宗教信仰，特别是伊斯兰教的强烈影响。
在以色列，所有的性取向都是合法的。男同性恋在巴林、巴勒斯坦地区、塞浦路斯、土耳其、约旦和黎巴嫩是合法的 - 尽管这些国家中很少有国家承认合法的权利和条款。在科威特、埃及、阿曼、卡塔尔和阿联酋，男同性恋者是非法的，可处以监禁。在伊朗、伊拉克、沙特阿拉伯、利比亚、叙利亚和也门，这类人可能将被处以死刑。
几个中东国家因为以同性恋和变性者的罪名将公民处以监禁和死刑而受到强烈的国际批评。然而，也有一些中东国家社会态度已经变得更加宽容，并采取了一些措施来保护LGBT人群免受歧视和骚扰，其中最著名的是塞浦路斯、土耳其和以色列。

## 历史
中东同性恋的证据至少可以追溯到古埃及和美索不达米亚时代。
在中世纪和现代社会早期，中东社会出现了同性恋文学的繁荣。《泰晤士高等教育》增刊的Shusha Guppy已经指出“长期以来一直认为，阿拉伯伊斯兰社会对同性恋的态度一直比西方更宽容。”在19世纪和20世纪初，中东人间的同性性接触被认为相对普遍。因为男女之间存在明显的性别隔离，这使得婚外的异性接触十分困难。
根据Guppy的说法，“在前现代时期，西方旅行者惊奇地发现伊斯兰教是‘一个性别正面的宗教’，而男人可以用言语和姿态公开表达对年轻男孩的爱。”Georg Klauda也写道：“无数的作家和艺术家，如安德烈·紀德，奥斯卡·王尔德，E·M·福斯特和让·热内，在19世纪和20世纪，从恐同的欧洲来到阿尔及利亚，摩洛哥，埃及和其他各个阿拉伯国家朝圣，那里的同性性行为不仅没有遭受任何歧视或亚文化的隔离，而且由于男女性别的严格隔离，同性性行为似乎在每一个角落都可以找得到。”

## 现代中东
在伊朗，沙特阿拉伯，苏丹和也门，法律规定，如果发现一个人有同性性行为，可适用死刑。根据美国国务院的国别报告，在沙特阿拉伯没有LGBT组织。此外，基于性取向的官方和社会歧视报告仍不清楚，因为讨论LGBT事宜的社会压力很大。
黎巴嫩，约旦，巴林是少数同性恋不违法的阿拉伯国家之一。一些中东国家对跨性别和变性人有一定的宽容和法律保护，但对同性恋者或双性恋者则没有保护。例如，伊朗政府已经批准在医学上的变性手术。在包括土耳其和黎巴嫩在内的一些中东国家，社会态度和法律的变化已经慢慢发生，这是更大的容忍，多元民主和尊重人权的运动的一部分。在有些中东国家，包括土耳其和黎巴嫩，同性恋权利运动已经存在。据说黎巴嫩拥有蓬勃发展的同性恋活动，特别是在贝鲁特。約旦則可出版有關LGBT的雜誌或書籍。儘管有了些許改變，中东在社會上對LGBT仍算不太友善，部份LGBT人士會離開自己母國移民至歐美等地。
以色列是一个显著的例外，在LGBT权利方面更为进步，承认未登记的同居，并且广泛支持同性婚姻。以色列也允许跨性别者在没有手术的情况下合法改变其性别。变性者可以在以色列国防军公开服役。

## 延伸阅读
- Beirne, Rebecca and Samar Habib. "Trauma and Triumph: Documenting Middle Eastern Gender and Sexual Minorities in Film and Television" (Chapter 2). In: Pullen, Christopher. LGBT Transnational Identity and the Media. Palgrave Macmillan. 29 February 2012. ISBN 0230353517, 9780230353510.
- El-Rouayheb, Khaled. Before Homosexuality in the Arab-Islamic World, 1500-1800, Chicago: University of Chicago Press, 2005. See profile page （页面存档备份，存于） （页面存档备份，存于）
- Habib, Samar. Female Homosexuality in the Middle East: Histories and Representations. Routledge, July 18, 2007. ISBN 0415956730, 9780415956734. View pages at（页面存档备份，存于） Google Books.
- Labi, Nadya. "The Kingdom in the Closet（页面存档备份，存于）." The Atlantic. May 1, 2007.
- Patanè, Vincenzo. "Homosexuality in the Middle East and North Africa" in: Aldrich, Robert (ed.) Gay Life and Culture: A World History, Thames & Hudson, London, 2006
- Whitaker, Brian. Unspeakable Love: Gay and Lesbian Life in the Middle East. University of California Press, 2006. ISBN 0520250176, 9780520250178.  See pages at（页面存档备份，存于） Google Books.
- Wright, J. W., Jr. and Everett K. Rowson (editors). Homoeroticism in Classical Arabic Literature. Columbia University Press, 1997.